# Most Long Biên
Most Long Biên (vietnamsko Cầu Long Biên) je zgodovinski konzolni most čez Rdečo reko, ki povezuje dve okrožji, Hoan Kiem in Long Bien v mestu Hanoj v Vietnamu. Prvotno se je imenoval most Paul Doumer.

## Načrtovanje in gradnja
Za francosko kolonialno vlado je bila gradnja prvega jeklenega mostu čez Rdečo reko zelo strateškega pomena za zagotovitev nadzora nad Severnim Vietnamom. Gradbeni projekt je odobrila kolonialna uprava 4. junija 1897. Na naslednjem razpisu je sodelovalo tudi podjetje Établissements Daydé et Pillé v lasti inženirja Henrija Daydéja in njegovega nečaka, gradbenega inženirja Augusta Pilléja. Podjetje je imelo sedež v Creilu in bilo od leta 1964 del Eiffage Métal. Daydé & Pillé je zmagal pred petimi drugimi izvajalci s svojim projektom B, 19-stopenjsko konzolno konstrukcijo z 20 stebri in oceno stroškov 5.390.794 frankov. Čas gradnje je bil ocenjen na pet let. Podjetje Société de construction de Levallois-Perret, ki se je 14. februarja 1893 ob odhodu ustanovitelja Gustava Eiffla preimenovalo v Compagnie des établissements Eiffel, je s svojo ponudbo izgubilo. V nasprotju s splošnim prepričanjem Eiffel ni bil oblikovalec mostu.
12. septembra 1898 je bila slovesnost pri polaganju temeljev in po samo 3 letih in 9 mesecih je bila gradnja končana. Od leta 1899 do 1902 je bilo zaposlenih več kot 3000 Vietnamcev in ekipa 40 francoskih vodij gradbišč in inženirjev. Na gradbišču so se zgodile številne nesreče, nekatere so se končale s smrtjo. Porabljenih je bilo 30.000 m³ materiala, od tega 5600 ton valjanega jekla, 137 ton litega železa, 165 ton železa in 7 ton svinca. Stroški gradnje so bili 6,2 milijona frankov. Z dolžino 1,68 kilometra je bil most Long Biên okoli leta 1900 najdaljši most na Indokitajskem polotoku in eden od štirih najdaljših sploh. Razteza se v širini reke 896 m in ima skupno dolžino 2,29 km z dostopnimi cestami. Zaradi ureditve dostopnih cest promet poteka po mostu na levi strani.
28. februarja 1903 je prvi vlak peljal cesarja Thành Tháija, nekdanjega generalnega guvernerja Francoske Indokine Paula Doumerja, pobudnika in soimenjaka gradnje in njegovega naslednika na položaju Paula Beauja s postaje v Hanoju na inavguracijsko slovesnost, ki se ga je udeležilo več tisoč obiskovalcev. Do japonske okupacije Hanoja leta 1940 se je most imenoval po Paulu Doumerju (pont Paul-Doumer ali pont Doumer). V ljudskem jeziku se je uporabljal izraz Cầu Sông Cái ali Cầu sắt sông Cái, grobo preveden kot (železni) most čez matično reko. Po razpustitvi francoske civilne uprave so japonske okupacijske sile 20. julija 1945 prenesle vlado Trần Trọng Kima na upravno vodstvo Hà Noi, Hải Phòng in Đà Nẵng. Trần Văn Lai je bil imenovan za župana Hanoja, ki je iskal vietnamske ustreznice za veliko število francoskih imen in označb ter preimenoval most v Cầu Long Biên. Po invaziji Việt Minha na Hanoj 10. oktobra 1954 je to ime postalo uradno.

## Vietnamska vojna
Med vietnamsko vojno je bil močno bombardiran zaradi kritičnega položaja (edini most v tistem času čez Rdečo reko, ki povezuje Hanoj z glavnim pristaniščem Haiphong). Prvi napad se je zgodil leta 1967, sredinski razpon mostu pa je 11. avgusta podrl napad 20 lovcev-bombnikov F-105 ameriških zračnih sil (USAF). Poročila Cie so zapisala, da se zdi, da prekinitev mostu ni povzročila toliko motenj, kot je bilo pričakovano.
10. maja 1972 je bil most napaden v prvih napadih operacije Linebacker kot odgovor na severnovietnamsko velikonočno ofenzivo. 13. maja je USAF objavila, da je bilo več razponov mostu uničenih z lasersko vodenimi bombami (LGB).:N-3 avgusta je USAF objavila, da je nov napad LGB onesposobil pravkar popravljen most. Septembra so ameriške vojaške sile ponovno napadle most, ko so se popravila bližala koncu.
Obramba mostu Long Bien je še naprej igrala pomembno vlogo v samopodobi Hanoja in je pogosto opevana v poeziji in pesmi.

## Most danes
Nekateri deli prvotne strukture so ostali nedotaknjeni, medtem ko so bili veliki deli zgrajeni pozneje kot popravilo lukenj. Samo polovica mostu je ohranila prvotno obliko. Trenutno poteka projekt s podporo in posojilom francoske vlade za obnovitev prvotnega videza mostu.
Danes vlaki, mopedi, kolesa in pešci uporabljajo dotrajan most, medtem ko je ves ostali promet preusmerjen na bližnji most Chương Dương in nekatere novozgrajene mostove: most Thanh Trì, most Thăng Long, most Vĩnh Tuy in most Nhật Tân.
Pod mostom na Rdeči reki živijo revne družine v čolnih, ki prihajajo iz številnih podeželskih območij Vietnama.

## Galerija
- Pot za pešce in dvokolesa
- Železni tramovi mostu
- Most leta 1915
- Most Long Biên, viden z Rdeče reke
- Sončni zahod nad Rdečo reko z mostu